# Tylos punctatus
Tylos punctatus är en kräftdjursart som beskrevs av Edward Morell Holmes och Gay 1909. Tylos punctatus ingår i släktet Tylos och familjen Tylidae.

## Underarter
Arten delas in i följande underarter:
- T. p. insularis
- T. p. punctatus